# 장평도정
장평도정(長平都正, 1438년 - ?)은 조선시대 전기의 왕족이다. 조선 태종의 손자이자 양녕대군의 다섯 번째 아들이며 서차남이다, 이름은 이흔(李訢)이다. 본관은 전주이다. 대한민국 초대 대통령 이승만의 15대조로, 이승만은 그의 차남 부림령(富林令) 이순(李順)의 14대손이다. 임진왜란 때에 활약한 무의공 이순신은 그의 6대손이다.

## 생애
아버지는 태종 이방원의 아들 양녕대군 이제(讓寧大君 李禔)이고, 어머니는 이름 미상의 첩이다. 그의 출생년도와 생일에 대한 기록은 실전되어 전하지 않는다. 선원보략에는 그가 1438년생으로 나타나나 세종실록에는 1437년 정윤에 봉해진 기록이 나타난다.
그의 초기 행적은 알려져 있지 않다. 1437년(세종 19년) 2월 21일 정윤(正尹)에 제수되고 나중에 작위 개정으로 장평부정(長平副正)에 봉해졌다. 1454년(단종 2) 승작하여 장평정(長平正)에 봉해졌다가 뒤에 도정으로 승진했고, 품계는 명선대부에 이르렀다.
파평 윤씨와 진주 강씨 강위(姜偉)의 딸과 혼인하였으며, 파평 윤씨는 딸 둘을 두었고, 진주 강씨에게는 3녀를 두었다. 서자로 부림령(富林令) 이순(李順) · 우성령(牛城令) 이석(李碩) 등의 2남이 있다. 부림령의 시호는 정숙공(靖肅公)이며, 원주 변씨 변처관(邉處寬)의 딸과 혼인하여 수주정(樹州正) 이윤인(李允仁) · 유제도정(楡梯都正) 이윤의(李允義) · 덕풍부령(德豊副令) 이윤례(李允禮) 등의 3남을 두었다.
우성령 이석은 안동 권씨 종손(從孫)의 딸과 혼인하여 덕창부령(德昌副令) 이자인(李自仁) · 시천부령(矢川副令) 이자의(李自義) · 해평부령(海平副令) 이자례(李自禮) · 화성부령(化城副令) 이자지(李自智) · 가조부령(加祚副令) 이자신(李自信)의 5남을 두었다. 대한민국 임시정부와 대한민국 정부의 초대 대통령인 이승만은 장평도정의 손자 수주정 이윤인의 13대손이다.

### 사후
사후 경기도 양주군 송산면 추동(후일 의정부시 신곡2동 추동부락)에 안장되었다. 현재 묘소는 신곡2동 추동부락 추동공원 내에 있다. 임진왜란 때에 활약한 무의공 이순신은 그의 5대손 완원군(完原君) 이진(李眞)의 다섯째 아들이다.

## 가족관계
- 아버지 : 양녕대군
- 어머니 : 이름 미상
- 1부인 : 현부인 파평윤씨
  - 딸 : 전의이씨 첨정 이신손(李信孫)에게 출가
    - 외손자 : 이만지(李萬枝)
    - 외손자 : 이덕지(李德枝)

  - 딸 : 거창유씨 부호군 유귀손(劉貴孫, 서령 항(恒)의 아들)에게 출가
    - 외손자 : 원(王+爰)
    - 외손자 : 권(權)
    - 외손녀사위 : 강필원(姜弼元)
    - 외손녀사위 : 허인(許仁, 만호)
    - 외손녀사위 : 이의범(李義範)
    - 외손녀사위 : 오사량(吳士良)
    - 외손녀사위 : 곽빈(郭賓)
- 2부인 : 현부인 진주강씨, 목사 강위(姜偉)의 딸
  - 딸 :
  - 딸 :
  - 딸 :
- 첩 : 이름 미상
  - 서장남 : 우성령(牛城令) 이석(李碩, 1474년 - ?)
  - 서자부 : 안동권씨, 권종손(權從孫)의 딸
    - 손자 : 덕창부령 이자인(德昌副令 李自仁)
    - 손자 : 실천부령 이자의(失川副令 李自義)
    - 손자 : 해평부령 이자례(海平副令 李自禮)
    - 손자 : 화성부령 이자지(化城副令 李自智)
    - 손자 : 가록부령 이자신(加祿副令 李自信

  - 서차낭 : 부림령(富林令) 이순(李順, 1489년 - 1540년), 이승만의 13대조
  - 서자부 : 원주변씨(1490년 - 1539년), 변처관의 딸
    - 손자 : 수주정 이윤인
    - 손자 : 유제도정 이윤의(楡梯都正 李允義)
    - 손자 : 덕풍부령 이윤례(德豊副令 李允禮)

## 같이 보기
| - 양녕대군 - 고정정 - 태종 - 세종 - 서산군 - 이승만 - 이원약 - 김한로 - 재령군주 | - 계유정난 - 순성군 - 이구지 - 이건이 - 이순신 - 효령대군 - 이경정 - 추동공원 |